# Systema naturae
 (janvier 2023).
Si vous disposez d'ouvrages ou d'articles de référence ou si vous connaissez des sites web de qualité traitant du thème abordé ici, merci de compléter l'article en donnant les références utiles à sa vérifiabilité et en les liant à la section « Notes et références ».
Le livre Systema naturæ per regna tria naturæ, secundum classes, ordines, genera, species, cum characteribus, differentiis, synonymis, locis (Système de la nature, en trois règnes de la Nature, divisés en classes, ordres, genres et espèces, avec les caractères, les différences, les synonymes et les localisations) (titre de la 10e édition de 1758) est l’œuvre majeure du médecin et botaniste suédois Carl von Linné (1707-1778).

## Présentation
Entièrement rédigé en latin, Systema naturæ, paraît à Leyde en 1735 dans une première édition, sous la forme d'un opuscule ne comprenant que onze pages, dans lequel il expose sa méthode de classification de la nature. Durant trente-cinq ans, elle sera constamment revue et augmentée, bientôt répartie en trois tomes (un par règne). Les éditions s’enrichissant au fur et à mesure des nouvelles espèces découvertes par ses collaborateurs et des remaniements de sa classification. Si bien qu'en 1770, la treizième édition atteignait les 3 000 pages.
Pour la sixième édition, publiée à Stockholm en 1748, le titre est légèrement modifié en Systema naturæ sistens regna tria naturæ, in classes et ordines, genera et species redacta tabulisque æneis illustrata, mettant l'accent sur l'ampleur prise par les tables et les illustrations, mais les éditions suivantes rétabliront le titre initial.
On oublie parfois qu'il s'agit d'une œuvre collective, notamment dans sa partie descriptive. Si Linné est l'auteur du texte principal, il a laissé à d'autres naturalistes le soin d’illustrer et d'identifier les espèces.

## Le système linnéen: ordre et langage
Quoi qu'il en soit, la classification de Linné représentera un modèle pour plusieurs générations de naturalistes, gagnant peu à peu les opposants les plus farouches, comme les disciples de Buffon.
C'est en effet dans cet ouvrage qu'il développe sa conception de l'ordre hiérarchique des espèces, qui sera « le premier essai de classification systématique » des trois règnes de la nature (deux règnes du monde vivant et un règne du monde inorganique), et qui va profondément bouleverser et inspirer l'histoire naturelle. Jusqu'alors et pendant deux siècles, les naturalistes avaient réuni une foule d’informations qu'il était nécessaire d'ordonner. Pour réorganiser ces connaissances suivant un ordre rigoureux et élaborer son système de classification, Linné s'inspire du concept d'espèce de John Ray : « ensemble d’individus qui engendrent, par la reproduction, d’autres individus semblables à eux-mêmes. »
Le Systema naturae est fondé sur la découverte de la sexualité des plantes annoncée par le De sexu plantarum epistola de Camerer en 1694 et le Sermo de structura florum de Sébastien Vaillant en 1718. Linné tenait en estime les travaux de Césalpin.

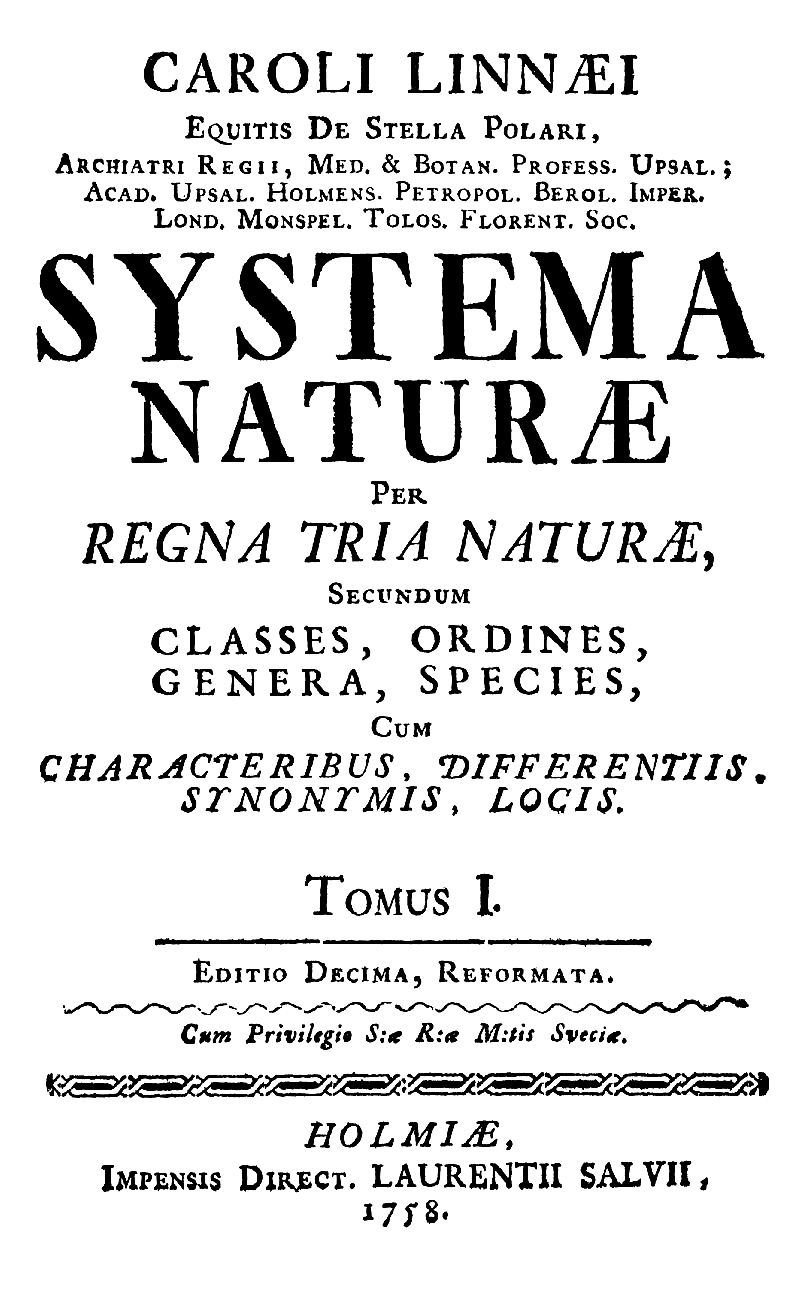
Couverture de Systema Naturae (10e édition de 1758).

À partir de la dixième édition (1758), il généralise le fameux système de nomenclature binominale des espèces, qui reste à la base de la taxinomie et de la nomenclature scientifique moderne.

## Trois règnes de création divine
Les trois règnes de la nature tels que les conçoit Linné sont (dans l'ordre ethnocentrique) le règne animal, le règne végétal et le règne minéral.
C’est surtout la classification des plantes qui est bouleversée. Linné, s'inspirant du français Sébastien Vaillant base sa systématique sur les organes reproducteurs des végétaux, qui réunit les espèces ayant le même nombre d’étamines dans les mêmes groupes. Cette classification, qui ne lui a pas survécu, reste néanmoins le premier essai du genre. Linné révise sa nomenclature botanique dans Species plantarum publié en 1753.
La partie zoologique de Systema naturæ, qui répartit les animaux en six groupes (Quadrupèdes, Oiseaux, Amphibiens, Poissons, Insectes et Vers), établis selon des caractères anatomiques (dents, becs, nageoires ou ailes), fera également l’objet de nombreux amendements. Ainsi, les êtres humains seront, pour la première fois, classés avec les primates. Dans la dixième édition, il transfère les baleines des poissons aux mammifères.
Derrière l’ambition d’imposer un système descriptif rationnel et universel, le crédo de Linné est fondé sur une certitude immuable : la fixité des espèces. Linné considérait en effet qu’il ne faisait que décrire et classer les créations divines et qu’il pouvait en mener à terme l'inventaire avant sa mort. Aujourd’hui, une telle ambition n'est évidemment plus concevable, notamment après l'avènement des théories du transformisme puis de l'évolution, mais aussi ne serait-ce que parce que le nombre d’espèces connues a considérablement augmenté.

### Éditions originales en ligne
Première édition (1735), Leyde, consultable sur Internet Archive :
- (lt) Caroli Linnaei (Linnaeus, Carolus), « Systema naturae, sive regna tria naturae systematice proposita per classes, ordines, genera, & species », Leyde, 1735

Sixième édition (1748), Stockholm, sur le site de l'université de Göttingen :
- Caroli Linnæi (Carl Linnæ) : Systema naturæ sistens regna tria naturæ, in classes et ordines, genera et species redacta tabulisque æneis illustrata, editio sexta emendata et aucta 1748, Stockholmiæ, impensis Godofr. Kiesewetteri (Kiesewetter publ..) ;

Dixième édition (1758), Stockholm, sur le site de l'université de Göttingen :
- « Caroli Linnæi (Carl Linné) : Systema naturæ per regna tria naturæ, secundum classes, ordines, genera, species, cum characteribus, differentiis, synonymis, locis. Editio decima reformata 1758, Holmiæ, Impensis direct. Laurentii Salvii (Salvius publ.) »(Archive.org • Wikiwix • Archive.is • Google • Que faire ?);

Douzième édition (1766-68), Stockholm, téléchargeable sur Gallica :
- Caroli Linnaei (Linnaeus, Carolus) : Systema naturae per regna tria naturae, tomus I (Regnum animale) pars 1 / Caroli a Linné Editio duodecima reformata 1766, Holmiæ, Impensis direct. Laurentii Salvii (Salvius publ.), tomus I (Regnum animale) pars 2 / Caroli a Linné 1767, tomus II (Regnum vegetabile) 1767, tomus III (Regnum lapideum) 1768.

Traduction en français en 1793 d'après la 13e édition latine, téléchargeable sur Gallica :
- Carl von Linné, « Système de la nature, de Charles de Linné. Classe 1re du règne animal contenant les quadrupèdes vivipares et les cétacés. Traduction française par Mr. Vanderstegen de Putte,... d'après la 13e édition latine... corrigée par J. F. Gmelin », Bruxelles, 1793